# Zina Botte
Zina Botte (ur. 5 października 1940 w Hłobynem, zm. 1 lipca 1996 w Melbourne) – ukraińska nauczycielka, działaczka społeczna i pierwsza konsul honorowa Ukrainy w Australii.

## Życiorys
Zinajida Czujko urodziła się w rodzinie chłopskiej. Jako dziecko podczas II wojny światowej została wywieziona do Niemiec. W 1949 roku wyemigrowała z rodzicami do Australii. Tam w 1963 roku ukończyła University of Melbourne. Pracowała jako nauczycielka w szkole średniej ucząc angielskiego i niemieckiego. W soboty uczyła w ukraińskich szkołach sobotnich. Była członkinią Płasta, Związku Ukraińskich Kobiet Australii, Ukraińskiego Towarzystwa Studenckiego i innych ukraińskich stowarzyszeń.
Brała czynny udział w organizowaniu pomocy dla dzieci będącym ofiarami katastrofy w Czarnobylskiej Elektrowni Jądrowej. W 1990 roku założyła wraz z grupą kobiet z Płasta i była pierwszą przewodniczącą Australijskiej Fundacji na rzecz Dzieci w Czarnobylu (ang. Australian Chernobyl Children's Relief Foundation). W grudniu 1990 roku fundacja wysłała z Melbourne 20 ton lekarstw i żywności dla dzieci na Ukrainie. Za tę pomoc Zina Botte otrzymała w 1991 roku od Rady Najwyższej i Gabinetu Ministrów Ukrainy tytuł Czarnobylskiej Matki (Maty Czornobylśka).
Od marca 1992 roku pełniła funkcje pierwszej konsul honorowej Ukrainy w Australii. Prywatnie żona Walerija Botte i matka Filipa.

## Odznaczenia
- 1996 22 sierpnia prezydent Ukrainy przyznał Zinie Botte pośmiertnie Honorową Nagrodę prezydenta Ukrainy[6]. Od 1996 roku odznaczenie nie jest przyznawane. Jest uznawane za równoznaczne z Orderem „Za zasługi”.
- 1995  Złoty Order Wiecznego Ognia przyznany przez Płasta[7]